# Allen Cunningham
 (novembre 2014).
Si vous disposez d'ouvrages ou d'articles de référence ou si vous connaissez des sites web de qualité traitant du thème abordé ici, merci de compléter l'article en donnant les références utiles à sa vérifiabilité et en les liant à la section « Notes et références ».
Pour les articles homonymes, voir Cunningham.
Allen Cunningham, né le 28 mars 1977 à Riverside (Californie), est un joueur de poker professionnel.

## Biographie
Allen a commencé à jouer au poker avec des amis lorsqu'il était petit, il a vite été passionné par ce jeu. À l'âge de 13 ans, il disait qu'il voulait devenir joueur de poker, sans vraiment savoir ce en quoi cela consistait.
Ce n'est qu'à l'âge de 18 ans que Cunningham a eu l'occasion de voir si sa fascination pour le jeu pouvait mener à autre chose. Cependant, à cet âge, il ne pouvait jouer que dans les casinos des réserves indiennes et sa première escale était à environ une heure de route. Il y allait régulièrement pour jouer le tournoi freeroll quotidien, sans avoir de grande bankroll,  il était simplement heureux d'y aller et de jouer. Il explique avoir eu une progression lente, et a joué pendant un an avant de ses premiers résultats. « À l'époque, j'en étais à ma première année d'université et j'avais aussi un emploi à temps partiel pour livrer des pizzas que j'utilisais pour jouer au poker. Finalement, j'ai gagné deux tournois d'affilée, qui m'ont rapporté 500 $ chacun, puis je suis resté et je suis passé en cash game et j'ai gagné 1 000 $ de plus. Ce n'était pas vraiment rapide, mais depuis, je n'ai jamais regardé en arrière ».
Il obtient tout de même son diplôme d'ingénieur civil de l'UCLA. 

## Carrière au poker
Il possède 5 bracelets des World Series of Poker (et 2 anneaux des World Series of Poker Europe) ce qui le place 25e du classements des joueurs ayant obtenus le plus de bracelets. 
Il a une réputation de joueur calme, difficile à bluffer. Lors des diffusions des WSOP sur ESPN, le commentateur Norman Chad avait pris l'habitude de dire « You can't bluff me... I'm Allen Cunningham! » (tu ne peux pas me bluffer... Je suis Allen Cunningham !)
En 2005, il a été nommé joueur de l'année aux WSOP.
En 2006, il parvient en table finale du Main Event des WSOP, il finit 4e et remporte 3 628 513 $.
Fin 2018, ses gains cumulés en tournoi dépassent les 11,7 millions de dollars.

## Vie privée
Sa compagne est la joueuse de poker Melissa Hayden.